# Modello t-J

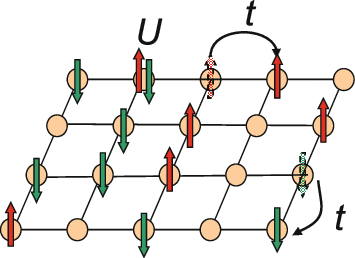
Modello di Hubbard in due dimensioni. Il modello t-J è il modello di Hubbard per U >> t

Nella fisica dello stato solido, il modello t-J è un modello derivato per la prima volta nel 1977 dal modello di Hubbard da Józef Spałek e  Andrzej M. Oleś per spiegare le proprietà antiferromagnetiche degli isolanti di Mott in modo da tener conto dei risultati sperimentali sulla forza di repulsione tra elettroni in questi materiali.
Il modello considera i materiali come se fossero un reticolo cristallino i cui nodi (siti) sono occupati dagli atomi e solo uno o due elettroni esterni di tali atomi si possono muovere tra i siti (gli elettroni interni non sono considerati), come nel modello base di Hubbard. La differenza sta nel supporre che gli elettroni siano fortemente correlati, ciò significa che gli elettroni sono molto sensibili alla reciproca repulsione coulombiana, e quindi sono più vincolati ad evitare di occupare i siti del reticolo già occupati da un altro elettrone. Nel modello base di Hubbard, la repulsione, indicata con U, può essere piccola e anche nulla, e gli elettroni sono più liberi di saltare (hopping, parametrizzato da t come trasferimento o tunnel) da un sito all'altro. Nel modello t-J, invece di U, c'è il parametro J, funzione del rapporto t/U, da cui il nome.
Viene utilizzato come possibile modello per spiegare la superconduttività ad alta temperatura in antiferromagneti drogati, nell'ipotesi di accoppiamento forte tra gli elettroni.

## L'hamiltoniano
Nella fisica quantistica i modelli dei sistemi sono solitamente basati sull'operatore hamiltoniano {\displaystyle {\hat {H}}}, corrispondente all'energia totale di quel sistema, includendo sia l'energia cinetica che l'energia potenziale.
L'hamiltoniano t-J può essere derivato dal {\displaystyle {\hat {H}}} del modello di Hubbard utilizzando la trasformazione di Schrieffer-Wolff, con il generatore di trasformazione dipendente da t/U ed escludendo la possibilità che due elettroni occupino un sito del reticolo, che si traduce in:
{\displaystyle {\hat {H}}=-t\sum _{\langle ij\rangle ,\sigma }\left(c_{i\sigma }^{\dagger }c_{j\sigma }+\mathrm {h.c.} \right)+{\frac {1}{2}}J\sum _{\langle ij\rangle }\left(\mathbf {S} _{i}\cdot \mathbf {S} _{j}-{\frac {n_{i}n_{j}}{4}}\right)+O(t^{3}/U^{2})}
dove il termine in t corrisponde all'energia cinetica ed è uguale a quello del modello di Hubbard. Il secondo termine è l'energia potenziale approssimata al secondo ordine, perché questa è un'approssimazione del modello di Hubbard nel limite U >> t sviluppato in potenza di t . È possibile aggiungere termini di ordine superiore.
I parametri sono:
- {\displaystyle \Sigma _{\langle ij\rangle }} è la somma di siti vicini tra loro i and j, su tutti i siti, solitamente su un reticolo bidimensionale,
- c†iσ, ciσ sono gli operatori creazione e distruzione fermionici (cioè degli elettroni) nel sito i,
- σ è la polarizzazione dello spin di un elettrone,
- t è l'integrale di salto tra i siti,
- J è l'accoppiamento di scambio antiferromagnetico:  J = 4t2/U,
- U è la repulsione coulombiana per sito che deve soddisfare la condizione U >> t,
- ni = Σσc†iσciσ è il numero di particelle fermioniche (elettroni) nel sito i e può essere massimo 1, in modo tale che la doppia occupazione (valore 2) è vietata, a differenza del modello di Hubbard in cui è possibile,
- Si e Sj sono gli spin degli elettroni nei siti i e j,
- h. c. sta per hermitian conjugate, (operatore aggiunto).

Se ni = 1, cioè quando nello stato fondamentale c'è un solo elettrone per sito del reticolo (mezzo pieno), il modello si riduce al modello di Heisenberg e lo stato fondamentale riproduce un dielettrico antiferromagnetico (isolante di Mott).
Il modello può essere ulteriormente esteso considerando anche i siti appena successivi a quelli immediatamente vicini, oltre al potenziale chimico per poter definire lo stato fondamentale in funzione del numero totale di particelle:
{\displaystyle {\mathcal {\hat {H}}}=t_{1}\sum \limits _{\langle i,j\rangle }\left(c_{i\sigma }^{\dagger }c_{j\sigma }+\mathrm {h.c.} \right)\ +\ t_{2}\sum \limits _{\langle \langle i,j\rangle \rangle }\left(c_{i\sigma }^{\dagger }c_{j\sigma }+\mathrm {h.c.} \right)\ +\ J\sum \limits _{\langle i,j\rangle }\left(\mathbf {S} _{i}\cdot \mathbf {S} _{j}-{\frac {n_{i}n_{j}}{4}}\right)-\ \mu \sum \limits _{i}n_{i},}
dove ⟨...⟩ e ⟨⟨...⟩⟩ denotano i siti più vicini e quelli appena dopo, con due valori diversi per l'integrale di salto (t1 e t2) e μ è il potenziale chimico.